# درجة حرارة الهواء الخارجي
في مصطلحات الطيران، تشير درجة حرارة الهواء الخارجي (outside air temperature)، اختصاراً (OAT)، أو درجة حرارة الهواء الساكن (static air temperature)، اختصاراً (SAT) إلى درجة حرارة الهواء المحيط بالطائرة، ولكنها لا تتأثر بمرور الطائرة من خلالها.

## استخدام الطيران
تُستخدم درجة حرارة الهواء الخارجي في العديد من العمليات الحسابية المتعلقة بتخطيط الرحلة، بعضها يتعلق بأداء الإقلاع وكثافة الارتفاع وأداء الرحلات البحرية والأداء السريع. في معظم النصوص، يتم استخدام الاختصار "OAT".

### الوحدات
تستخدم معظم الرسوم البيانية والجداول الخاصة بالأداء وتخطيط الرحلة إما درجات مئوية أو فهرنهايت أو كليهما. ومع ذلك، يتم استخدام مقياس كلفن لحسابات عدد ماخ. على سبيل المثال، سرعة الصوت في الهواء الجاف هي
{\displaystyle {c}=38.945{\sqrt {K}},}
حيث:
{\displaystyle c} هي سرعة الصوت في عقده،
{\displaystyle K} هي درجة حرارة الهواء الخارجي بالكلفن.